# 天安門絕食
六四事件中的天安門绝食始于1989年5月13日。據学生表示，他们愿意冒着生命危险来引起政府的关注。他们认为，由于中國共產黨之前已計劃好于5月15日在天安门广场舉行苏联共产党总书记米哈伊尔·戈尔巴乔夫來訪的盛大的欢迎仪式，政府将不得不對學生絕食作出回应。尽管学生们于5月14日与政府进行了对话，但没有任何效果。中国共产党没有听取学生的訴求，而是将欢迎仪式移到了机场。 
5月15日，学生正式成立絕食抗議委员会，以组织協調广场内的行动。到5月16日，共有3,100名绝食抗议者。广场上昏厥的学生随时可以得到救护车和医疗帮助。允许本地和外国媒体报道学生抗议活动。北京市对学生絕食的支持导致5月16日至5月18日發生大规模抗议活动，超过一百万人参加了北京市的抗议活动，包括工人，青年，老人和其他市民。绝食于5月19日结束。

## 起源
绝食的想法在六四运动初期就出现了，根据学生领导柴玲的说法，她最早在北京大学的課上從张伯笠那裡聽聞要絕食抗議， 张说他絕食的想法是受甘地启发。此外，來自国家安全部队的两名男子在4月27日还向柴玲讲述了當時曾有一名絕食抗議者在4月19日遭到驅逐。在4月23日，有些香港學生也向六四運動学生领袖提議絕食。吾爾開希认为这是个好主意，但是像北京高校学生自治联合会成員之一北京大學硕士生李進進则反對絕食。
1989年5月4日抗议后，抗议势头有所减弱，学生开始重返课堂。抗議学生领袖正在寻找其他抗議方式，以引起政府对对话的关注。关于绝食是如何发起的，存在两个不同的版本。第一個版本是發生在5月11日，王丹、吾爾開希、马少方、程真和另外两个人共进午餐。据吾爾開希说，他是在用餐时提出絕食抗議主意的人。這些人當中只有马少方和程真读过甘地的传记。柴玲的版本则不同：她在北京大学看到了一场是否要进行绝食的辩论。
为了让学生参与绝食活动，王丹等人四处走动，要求學生签名支持，柴玲也藉此加入絕食活動。不過北京高校学生自治联合会不支持绝食抗议，所以参加絕食的学生只能以個人名義參加。絕食抗議开始的前一天晚上，有40个人报名参加。柴玲在北京大学发表演讲，呼吁大家参与。到学生进入天安門广场开始絕食时，已有800人参加。

## 目标
學生旨在戈尔巴乔夫于5月15日抵达天安門廣場之前先占领天安門广场進行绝食抗议来强迫政府对话。

## 学生领袖的崛起
天安門廣場絕食指揮部于5月15日成立，指揮部由柴玲擔任總指揮。柴玲的参与使她聲勢大漲，包括李錄和浦志强在内的其他学生领袖也因参与絕食而声名显赫。

## 意义
學生的绝食抗议引起了全球媒体的关注，並引起了對抗議学生的同情。   

### 全北京市参与
全北京市抗议活动始于5月16日，一直持续到18日。这场抗议活动涉及各行各业的农民，工人，老人和其他市民。政府無視学生的訴求令北京市民感到沮丧。在北京市民抗議的鼎盛时期，有100万人在街上抗议以支持学生。工人还于5月18日正式成立了北京工人自治联合会，以支持学生抗议活动。北京红十字会和当地医院已获得政府的许可救助學生，以确保没有学生死亡。从5月15日开始，可以随时听到救护车警笛声。 許多志願者也積極支援參加絕食活動的學生並扮演不同角色，例如：确保可以立即为绝食抗议者提供帮助或保护绝食抗议者。在參加絕食抗議的學生當中有至少1,000多人最終住院。

### 与政府的对话
絕食抗議学生与政府最後进行了两次正式对话：第一次是在5月14日与中共中央统一战线工作部部长阎明复和负责政治工作的中共中央政治局委员李铁映 ，第二次則是在5月18日与中华人民共和国国务院总理李鹏對話。此外，阎明复于5月16日與学生进行了“非正式”交流。5月19日，中共中央总书记赵紫阳恳求學生结束絕食。这是赵紫陽最后一次公开露面。

## 争议
一些学生被指控在绝食期间偷偷进食。例如，学生领袖之一吾爾開希被人看见吃面条。

## 中国的其他绝食抗议
受到5月學生絕食的启发，6月2日，知识分子领导第二次绝食抗議。在雨傘革命中，香港学生领袖也采用過絕食抗議的策略。